# Max Méreaux
Max Méreaux (født 13. oktober 1946), fransk komponist. Han var en tid elev i komposition hos Jacques Castèréde.

## Værkliste
- Sonatinen für Gitarre und Klavier.
- Sonate für Klarinette, Violoncello und Klavier.
- Suite für zehn Soloinstrumente.
- Pentacle für Orchester.
- Alturas de Macchu Picchu für Bariton und Orchester.
- Das "Konzert für Violine und elf Saiteninstrumente" wurde 1981 bei dem renommierten "Concours International de Composition VALENTINO BUCCHI de Rome" ausgezeichnet.
- Das "Konzert für Violone und zwölf Saiteninstrumente" ist Tibor Varga und seinem Kammerorchester in Detmold gewidmet.